# Viatcheslav Kharlamov
Viatcheslav Mikhaïlovitch Kharlamov (en russe : Вячеслав Михайлович Харламов) est un mathématicien franco-russe  né le 28 janvier 1950 à Leningrad. Il travaille en géométrie algébrique réelle et en topologie différentielle.

## Biographie
Kharlamov étudie à l'université d'État de Saint-Pétersbourg de 1967 à 1972, où il obtient son doctorat en 1975 avec Vladimir Abramovitch Rokhline ou (Rokhlin) (Congruences et inégalités pour la caractéristique d'Euler des variétés algébriques réelles et projectives, en russe).  À partir de 1968, il enseigne dans un lycée (en parallèle à la recherche à l'université) et à partir de 1976, il est professeur à l'université de Syktyvkar. De 1979 à 1991, il est professeur à l'université de génie électrique de Leningrad. En 1985, il obtient son habilitation (le doctorat russe, Surfaces du quatrième degré dans l'espace tridimensionnel, en russe). Il est professeur à l'université de Strasbourg (Louis Pasteur, IRMA) depuis 1991. Kharlamov a la nationalité française.

## Recherche
De 1972 à 1976, Kharlamov travaille sur une partie du seizième problème de Hilbert, qui concerne le nombre de composantes connexes et la topologie des surfaces algébriques non singulières du quatrième degré en dimension trois. Il montre qu'une telle surface a au plus dix composants connexes.

## Distinctions
En 1977, il reçoit le prix de la Société mathématique de Moscou. En 1978, il est conférencier invité au Congrès international des mathématiciens à Helsinki .
Parmi ses doctorants figurent Jean-Yves Welschinger et Thomas Fiedler.

## Publications (sélection)
- Alexander Degtyarev, Ilia V. Itenberg et Viatcheslav Kharlamov, Real Enriques surfaces, Springer, coll. « Lecture Notes in Mathematics » (no 1746), 2000, xvi+ 259 (ISBN 3-540-41088-0, zbMATH 0963.14033)
- Viatcheslav Kharlamov, « Variétés de Fano réelles, d'après C. Viterbo », Séminaire N. Bourbaki 1999-2000, no 872,‎ mars 2000, p. 189 à 206 (lire en ligne).
- Alexander Degtyarev et Viatcheslav Kharlamov, « Topological properties of real algebraic varieties : du côté de chez Rokhlin », Russian Mathematical Surveys, vol. 55, no 4,‎ 31 août 2000, p. 735–814 (DOI 10.1070/RM2000v055n04ABEH000315)

- Sergey Finashin et Viatcheslav Kharlamov, « Chirality of real non-singular cubic fourfolds and their pure deformation classification », Revista Matemática Complutense, vol. 34, no 1,‎ 1er janvier 2021, p. 19–41 (DOI 10.1007/s13163-020-00351-1, arXiv 1905.09032)

- Oleg Ya. Viro, Oleg A. Ivanov, Nikita Yu. Netsvetaev et Viatcheslav M. Kharlamov, Elementary topology: problem textbook, Providence, RI, American Mathematical Society, 2008, xx + 400  (ISBN 978-0-8218-4506-6, zbMATH 1180.54001, lire en ligne)